# ذي علهاني (ذي السفال)

تعديل مصدري - تعديل

ذي علهاني محلة تابعة لقرية المركبة، التابعة لعزلة بني عبد الله بمديرية ذي السفال إحدى مديريات محافظة إب في الجمهورية اليمنية، بلغ تعداد سكانها 204 حسب تعداد اليمن لعام 2004.